# Vila Cordeiro
A Vila Cordeiro é um bairro nobre da Zona Oeste  de cidade de São Paulo, pertencente ao distrito do Itaim Bibi. É delimitado pela Avenida das Nações Unidas, a Avenida Jornalista Roberto Marinho, a Avenida Santo Amaro e a Avenida Morumbi. É um dos bairros que constituem a região do Brooklin Novo.

## História
O bairro foi criado na década de 1920 através do loteamento da Fazenda Casa Grande, grande propriedade rural aberta em 1822 pertencente a  Manoel Safino de Arruda (?-c.1867), conhecido pela alcunha de Chico Mimi. A fazenda era localizada no encontro das atuais Avenida Morumbi, Brito Peixoto e Godoy Colaço. Situava-se no então município de Santo Amaro, incorporado pela cidade de São Paulo em 1935.
O século XX foi um período de urbanização acelerada para a região do futuro bairro. O desenvolvimento industrial em São Paulo impulsionou a migração de pessoas de outras regiões do Brasil e de outros países, especialmente italianos e japoneses, que buscaram melhores oportunidades econômicas.
As primeiras ruas da região surgiram nas primeiras décadas do século, sendo passagens entre as chácaras, e o loteamento em pequenas chácaras de um hectare. As chácaras produziam verduras e legumes para abastecimento local e dos bairros vizinhos. A região atual chamada Brooklin Novo foi resultado da fusão de três grandes loteamentos da propriedade da Fazenda Casa Grande. O primeiro, projetado por Júlio Klaunig e Álvaro Rodrigues, localizava-se entre a Avenida Santo Amaro e Marginal Pinheiros, limitando-se de um lado com Avenida Morumbi e de outro, com as Águas Espraiadas, formando os bairros de Vila Cordeiro e Cidade Monções.  O nome "Vila Cordeiro" evoca o Córrego do Cordeiro, corpo de água corrente de pequeno port que passava pelo bairro, atualmente canalizado. Seu desenvolvimento é muito semelhante ao dos bairros de Vila Olímpia e Cidade Monções, que a partir da década de 1980 passaram por processos de gentrificação estatal e privada, por meio de obras de urbanismo, transporte público (pontes, vias metroviárias e ferroviárias) e reurbanização com a construção de centros comerciais e edifícios residenciais e comerciais de alto-padrão.

## Atualidade
Nos quarteirões próximos à Marginal Pinheiros abriga lojas e alguns dos edifícios mais modernos da cidade, a exemplo da: Sede do BankBoston, a sede Leroy Merlin, da Granado Pharmácias, a TV Globo São Paulo localizada no Edifício Jornalista Roberto Marinho e o Heliporto Jornalista Cid Moreira e o luxuoso Hotel Grand Hyatt São Paulo.
Já nas outras áreas apresenta residências mistas, horizontais passando por processo de manhattanização, destinadas às classes média e média alta e com arborização. Mediante a carência de terrenos nos bairros limítrofes recebe nos últimos anos uma miríade de lançamentos imobiliários de edifícios residenciais e comerciais de alto padrão como: Torre Z, Riverview Corporate Tower, In Berrini, EZTEC-LB-Morumbi, Brooklin Prime Offices, Condomínio Brasiliano, Condomínio Edifício Manchester, Condomínio Domani, Home Boutique Brooklin, Edificio RM Square, B LIV, Sagres, Helbor B, LIV Brooklin, Trends Brooklin, Condomínio Edifício Morumbi Square, Brooklin Xpression, Condomínio Soleil Petit Village, dentre outros empreendimentos imobiliários que evocam o nome "Brooklin". 
Conta com bares, restaurantes, o Hospital Premier Brooklin, a UBS Meninópolis Mario Francisco Napolitano, a Escola Estadual Professor Ennio Voss (Secretaria de Estado da Educação), a ETEC Jornalista Roberto Marinho e a Paróquia Sagrado Coração de Jesus. Receberá as estações Chucri Zaidan e Vila Cordeiro da Linha 17–Ouro do Metrô de São Paulo.